# 陈道云
陈道云（1948年—），女，安徽芜湖人，中国武术运动员、教练员，曾任中国武术协会委员，第四届全国人大代表。